# Espionne aux enchères
Pour plus de détails, voir Fiche technique et Distribution.
Espionne aux enchères (titre original : The Lady Has Plans) est un film américain réalisé par Sidney Lanfield, sorti en 1942.

## Synopsis
Une bande de criminels assassine un scientifique pour voler les plans d'une torpille radiocommandée et les fait tatouer à l'encre invisible sur le dos d'une femme nommée Rita, prévoyant de les vendre au plus offrant. Paul Baker assassine alors le tatoueur et Rita doit prendre la place de la journaliste Sidney Royce dans un avion à destination de Lisbonne. Baker a informé à la fois les Britanniques et les nazis de contacter Sidney sur place pour la vente aux enchères. Joe Scalsi est chargé de s'assurer que Sidney ne monte pas à bord de l'avion mais il est placé en détention par des agents du gouvernement, tandis que Rita est placée comme témoin.
Pendant ce temps, le vrai Sidney Royce est envoyé à Lisbonne pour travailler pour le très exigeant Kenneth Harper, qui a licencié les quatre derniers reporters. Comme ce sont tous des hommes, M. Weston décide d'envoyer une femme à la place.

## Fiche technique
- Titre : Espionne aux enchères
- Titre original : The Lady Has Plans
- Réalisation : Sidney Lanfield
- Scénario : Harry Tugend d'après une histoire de Leo Birinsky
- Musique : Leigh Harline et Leo Shuken
- Orchestrations : Marlin Skiles
- Photographie : Charles Lang
- Montage : William Shea
- Direction artistique : Hans Dreier et Robert Usher
- Costumes : Edith Head
- Production : Fred Kohlmar
- Société de production : Paramount Pictures
- Pays d'origine :  États-Unis
- Format : Noir & blanc - Son : Mono (Western Electric Mirrophonic Recording)
- Genre : Comédie dramatique
- Durée : 77 minutes
- Dates de sortie : 
  - États-Unis : 20 janvier 1942 (première)
  - États-Unis : 24 janvier 1942 (sortie nationale)
  - France : 30 septembre 1949

## Distribution
- Ray Milland : Kenneth Clarence Harper
- Paulette Goddard : Sidney Royce
- Roland Young : Ronald Dean
- Albert Dekker : Baron Von Kemp
- Margaret Hayes : Rita Lenox
- Cecil Kellaway : Peter Miles
- Addison Richards : Paul Baker
- Edward Norris : Frank Richards
- Charles Arnt : Pooly
- Hans Schumm : un Allemand
- Hans von Morhart : un Allemand
- Genia Nikolaieva : employée de maison
- Gerald Mohr : Joe Scalsi
- Lionel Royce : Garde
- Yola d'Avril : une servante de l'hôtel
- Jean Del Val : Barman
- Louis Mercier : Bellhop
- Wolfgang Zilzer : un employé allemand
- Arthur Loft : M. Weston